# Somānanda
Somānanda (Kashmir, IX secolo – IX secolo) è stato un filosofo indiano.

## Vita e opere
Somānanda è da considerarsi uno dei fondatori del pensiero śaiva, in particolare delle scuole non dualiste che fiorirono nel Kashmir fra la fine del primo e l'inizio del secondo millennio, poi confluite in quel sistema filosofico-teologico noto come shivaismo kashmiro.
Egli compose gli Śivadṛṣṭi ("Visione di Śiva"), la sua opera più importante, e, fra le altre, lo Śāktavijñāna ("Conoscenza della Potenza"). Fu maestro di Utpaladeva, il filosofo che con la sua Īśvarapratyabhijñākārikā ("Strofe del Riconoscimento del Signore") portò a compimento quelle concezioni del maestro dalle quali derivò la scuola della Pratyabhijñā, ossia del "Riconoscimento".

## Il pensiero
Questo termine, "riconoscimento", è adoperato per la prima volta proprio da Somānanda, ma non nel senso che gli assegnerà poi il suo allievo. L'intento di Somānanda è quello di chiarire il problema della discontinuità della percezione di un oggetto qualsiasi. Egli osserva che è possibile riconoscere l'oggetto perché è il ricordo delle percezioni precedenti a collegarsi alla percezione attuale, mostrando così l'esistenza di un'unità che è al di là del mutare delle percezioni. Utpaladeva estenderà questo concetto alla potenziale capacità della coscienza di riconoscere se stessa al di là di tutte le possibili percezioni.